# Kung Fu Panda 3
Kung Fu Panda 3 is een Amerikaans-Chinese animatiefilm uit 2016, geregisseerd door Jennifer Yuh Nelson en Alessandro Carloni. De film is geproduceerd door DreamWorks Animation en Oriental DreamWorks en gedistribueerd door 20th Century Fox. De film is het vervolg op Kung Fu Panda 2 uit de Kung Fu Panda filmreeks. De film ging op 23 januari 2016 in première in China.

## Verhaal
Po wordt herenigd met zijn biologische vader, die hem meeneemt naar een geheime pandadorp. Tijdens de kennismaking met andere panda's blijkt er een bovennatuurlijke schurk in aantocht te zijn die China wil veroveren. De slechterik, met de naam Kai, verslaat onderweg alle Kung Fu-meesters met Qi en kan zo een leger vormen. Po wordt op de proef gesteld om Kai te stoppen, waarvoor hij Qi ook moet beheersen.
In het pandadorp probeert hij de panda's te trainen die liever lui dan moe zijn. Ondertussen verslaat Kai Shifu en de vurige vijf inclusief Tijger. Po trainde de panda's en het was een hevig gevecht. Po had de kans om zijn wuxi vingergreep te doen. Maar Kai is een krijger als geest en de wuxi vingergreep werkt alleen op stervelingen. Po gebruikt het op zichzelf als hij Kai vast heeft aan zijn nek, hij verdwijnt in een wolk rozenblaadjes.
Zo komt hij in het geestenrijk terecht en Kai heeft Po gevangen en probeerde zijn Qi maar de familie en vrienden hebben hem geholpen met Qi. Po werd een echte drakenkrijger. Hij vocht met Kai, Po kan eindelijk Qi en heeft dat op Kai gebruikt die daardoor verdwijnt. Hij ontmoette Oogway die bevrijd was van Kai en hij zei dat Po eindelijk degene was die hij altijd had moeten zijn. Oogway gaf zijn staf van Qi aan Po en Po maakte een yin en yang-teken in het water om zo terug te komen in de normale wereld. Aan het eind van de film is er een groot feest.

## Rolverdeling

### Originele stemmen
- Jack Black - Po
- Dustin Hoffman - Master Shifu
- Angelina Jolie - Master Tigress
- Jackie Chan - Master Monkey
- Seth Rogen - Master Mantis
- Lucy Liu - Master Viper
- David Cross - Master Crane
- Bryan Cranston - Li
- J.K. Simmons - Kai
- Kate Hudson - Mei Mei
- James Hong - Mr. Ping
- Randall Duk Kim - Master Oogway

### Nederlandse stemmen
- Martijn Fischer – Po
- Rik Felderhof – Shifu
- Yolanthe Sneijder-Cabau – Meester Tijger
- Jörgen Raymann – Meester Monkie
- Rogier Komproe – Meester Mantis
- Femke Mostert – Meester Adder
- Huub Dikstaal – Meester Kraan
- Leo Richardson – Li
- Just Meijer – Kai
- Laura Vlasblom – Mei Mei
- Rients Gratama – Oogway
- Rob van de Meeberg – Mr. Ping
- Djaz Weisz-Blanchetta – Bao

## Achtergrond

### Productie
De film werd geproduceerd als co-productie tussen de bedrijven DreamWorks Animation uit de Verenigde Staten en Oriental DreamWorks uit China. Een derde werd gemaakt door Oriental DreamWorks. Kung Fu Panda 3 is de eerste grote Amerikaanse animatiefilm waarbij een co-productie met een Chinese firma was geweest. Naast de bekende acteurs die de stemmen weer inspraken werd door DreamWorks Animation op 9 april 2013 de naam Bryan Cranston aangekondigd voor de film. In april 2015 werd J.K. Simmons toegevoegd aan de cast en Kate Hudson vijf maanden later. De regisseur Jennifer Yuh Nelson van de tweede film werd wederom ingehuurd voor de derde film. In februari 2015 werd Alessandro Carloni als co-regisseur toegevoegd voor de film.

### Muziek
Film Music Reporter maakte op 25 juli 2014 bekend dat Hans Zimmer zal terugkeren voor het derde deel. Zimmer componeerde en produceerde wederom de filmmuziek met Aziatische invloeden. Een van muzikanten van de filmmuziek was de Chinese pianist Lang Lang. Andere bekende namen die aan de soundtrack mee hielpen waren Patrick Brasca, Jay Chou en The Vamps.